# Richard Pipes
Richard Edgar Pipes (Cieszyn, 11 luglio 1923 – Cambridge, 17 maggio 2018) è stato uno storico statunitense.
Specializzato in storia della Russia, durante la guerra fredda guidò il Team B, creato all'interno della CIA per impulso dell'allora Segretario alla difesa Donald Rumsfeld su dure posizioni antisovietiche e perciò antagonista del più ufficiale Team A.

## Carriera
Richard Pipes nacque a Cieszyn, Polonia da una ricca famiglia di ebrei assimilati, il cui cognome era originariamente Piepes. Suo padre combatté nelle legioni del maresciallo Pilsudski, e possedeva un'affermata fabbrica di cioccolata. Il giovane Richard, durante la sua infanzia, subì l'influenza culturale polacca e tedesca, non quella sovietica. Con l'occupazione della Polonia, nell'ottobre 1939 la famiglia Pipes fuggì, arrivando negli USA nel luglio del 1940, dopo sette mesi passati nell'Italia fascista. Pipes diventò un cittadino degli Stati Uniti nel 1943 mentre serviva nello United States Army Air Corps. Si formò al Muskingum College, alla Cornell University e ad Harvard. Nel 1946 sposò Irene Eugenia Roth, dalla coppia nacquero due figli. Daniel Pipes, suo figlio, è un neocon specializzato in storia del Medio Oriente ed è un beneficiario dell'U.S. Institute of Peace.
Pipes ha insegnato ad Harvard a partire dal 1950 fino al 1996, data del suo ritiro. Ricoprì la carica di direttore del Centro di Ricerche sulla Russia di Harvard, dal 1968 al 1973, e poi professore emerito di storia ad Harvard. Ha lavorato come Senior Consultant all'Istituto di Ricerca della Stanford University, dal 1973 al 1978. Durante gli anni settanta fu consigliere a Washington del senatore Henry M. Jackson. Nel 1981-1982 fu membro del Consiglio per la Sicurezza Nazionale come Direttore dell'ufficio affari dell'Est Europeo sotto il presidente Ronald Reagan. Inoltre fu membro del Committee on Present Danger dal 1977 al 1992, e del Council of Foreign Relations. Negli anni settanta, Pipes fu un feroce critico della distensione, che descrisse essere "ispirata da indolenza intellettuale e basata sull'ignoranza dei propri avversari e, quindi, per sua natura, inetta".
Richard Pipes scrisse 21 libri e fu membro di molti comitati editoriali.

## Opere
- The Formation of the Soviet Union, Communism and Nationalism, 1917-1923 (1954)
- The Russian Intelligentsia (1961)
- Social Democracy and the St. Petersburg Labor Movement, 1885-1897 (1963)
- Struve, Liberal on the Left (1970)
- Europe Since 1815 (1970)
- Europe Since 1500 (1971), con J.H. Hexter and A. Molho
- La Russia. Potere e società dal Medioevo alla dissoluzione dell'Ancien Régime (Russia Under the Old Regime, 1974), traduzione di Raffaella Martinotti, Milano, Leonardo, 1992.
- Soviet Strategy in Europe (1976)
- Struve, Liberal on the Right, 1905-1944 (1980)
- U.S.-Soviet Relations in the Era of Détente: a Tragedy of Errors (1981)
- Survival is Not Enough: Soviet Realities and America's Future (1984)
- Russia Observed:  Collected Essays on Russian and Soviet History (1989)
- La rivoluzione russa. Dall'Agonia dell'Ancien Régime al Terrore rosso (The Russian Revolution, 1990), traduzione di Luisa Agnese Dalla Fontana, 2 voll., Collana Storia, Milano, Mondadori, 1994, ISBN 978-88-043-7004-8. - Collana Oscar Storia, Mondadori, 2000.
- Il regime bolscevico. Dal Terrore rosso alla morte di Lenin (Russia Under the Bolshevik Regime: 1919-1924, 1993), traduzione di Luisa Agnese Dalla Fontana, Collezione Le Scie, Milano, Mondadori, 1999, ISBN 978-88-043-9337-5. - Collana Oscar Storia, Mondadori, 2000.
- Communism, the Vanished Specter (1994)
- A Concise History of the Russian Revolution (1995)
- I tre "perché" della rivoluzione russa (The Three "Whys" of the Russian Revolution, 1995), traduzione di S. Roghi, Collana Focus, Soveria Mannelli, Rubbettino, 2006, ISBN 978-88-498-1340-1.
- The Unknown Lenin: From the Secret Archive (1996)
- Proprietà e libertà (Property and Freedom, 1999), traduzione di L. Congiu, Collana Biblioteca, Torino, Lindau, 2008, ISBN 978-88-718-0764-5. - trad. di G. Portonera, Torino, IBL Libri, 2021, ISBN 978-88-644-0398-4.
- Comunismo. Una storia (Communism: A History, 2001), traduzione di E. Banfi, Collana Saggi stranieri, Milano, Rizzoli, 2003, ISBN 978-88-178-7167-9.
- Vixi: Memoirs of a Non-Belonger (2003)
- The Degaev Affair: Terror and Treason in Tsarist Russia (2003)
- Il Conservatorismo russo e i suoi critici. Saggio di cultura politica (Russian Conservatism and Its Critics, 2006), traduzione di S. Roghi, Collana Saggi n. 209, Soveria Mannelli, Rubbettino, 2009, ISBN 978-88-498-2132-1.
- The Trial of Vera Z. (2010)
- Scattered Thoughts (2010)
- Russia's Itinerant Painters (2011)
- (RU) Uvarov: A Life, 2012.
- Alexander Yakovlev: The Man Whose Ideas Delivered Russia from Communism, Northern Illinois University Press, 2015.